# 行岡医学技術専門学校
行岡医学技術専門学校（ゆきおかいがくぎじゅつせんもんがっこう）は、大阪市北区にある看護師、歯科衛生士を養成する専修学校。

## 沿革
- 1951年 - 大日本レントゲン学校として開校
- 1962年 - 「日本医学技術レントゲン学校」と改称
- 1965年 - 現校名となる
- 1976年 - 専修学校となる

## 学科
- 看護第1学科
- 歯科衛生士科

## 所在地
- 〒531-0074　大阪市北区本庄東1-13-11

最寄り駅は、Osaka Metro谷町線・堺筋線、阪急千里線「天神橋筋六丁目駅」

## 関連施設
- 大阪行岡医療専門学校長柄校
- 大阪行岡医療大学
- 社会医療法人行岡医学研究会 行岡病院
- 学校法人行岡保健衛生学園附属鍼灸マッサージ院